# Clara Quandt
Clara Quandt (* Dezember 1841 in Rügenwalde, Hinterpommern; † 25. April 1919 in Neustadt, Westpreußen) war eine deutsche Schriftstellerin und Pädagogin.

## Leben
Quandt entstammte einer alten Königsberger Bürgerfamilie und war Nachkommin des Königsberger Hofpredigers Johann Jakob Quandt. Sie war die Tochter des evangelischen Superintendenten Johann Ludwig Quandt (1801–1871), eines seinerzeit beliebten pommerschen Kanzelredners und Geschichtsforschers, der im Zeitraum 1836–1849 Pfarrer der Marienkirche von Rügenwalde gewesen war. Sie war seit 1859 Lehrerin in Stettin und ab 1869 in Neustadt Leiterin einer privaten Höheren Töchterschule.
Als Schriftstellerin bevorzugte Quandt  Themen aus der altpreußischen Vergangenheit, insbesondere aus der Zeit der Christianisierung im Osten sowie auch der Reformation. Besonders erfolgreich war sie mit ihrer 1880 erschienenen, während  der Reformationszeit handelnden historischen Erzählung Johann Knades Selbsterkenntnis, die bis 1922 sechsmal aufgelegt wurde.

## Werke
- Verschlossene Türen. 1874.
- Im alten Preußen – Eine historische Erzählung. Herausgegeben und bevorwortet von M. von Nathusius, P., Quedlinburg 1875.
- Johannes Knades Selbsterkenntnis – Historische Erzählung aus der Zeit der Reformation. Verlag Wollermenn, Braunschweig 1880;  6. Auflage: 1922.
- Die Polen in Danzig – Historische Erzählung. Verlag Oemler, Hamburg 1881.
- Gertrud von Loden – Erzählung aus der Schwedenzeit. 3. Auflage der Verschlossenen Türen. Verlag Goeritz, Braunschweig 1891.